# Gopagondnahalli, Madhugiri
Gopagondnahalli là một làng thuộc tehsil Madhugiri, huyện Tumkur, bang Karnataka, Ấn Độ.